# Flora Purim

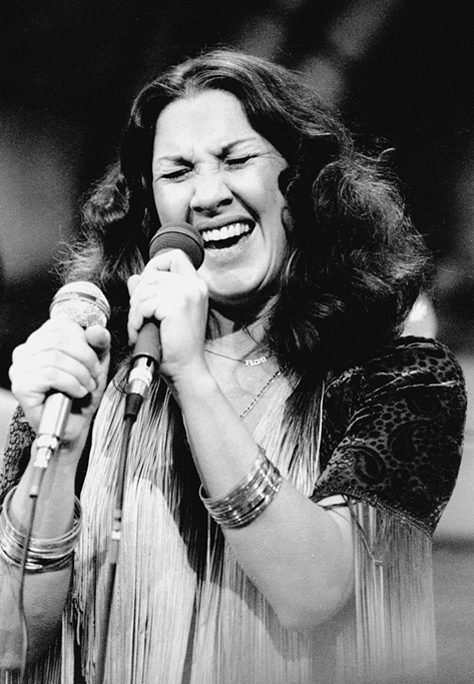
Flora Purim, 1981.

Flora Purim, född 6 mars 1942 i Rio de Janeiro är en brasiliansk sångare inom jazz och fusion. Purim har släppt över 15 studioalbum och uppträtt med en stor mängd artister. Hon medverkade bland annat som sångare på gruppen Return to Forevers två första studioalbum och har medverkat på skivor av Santana.